# Porte-greffe
« Sauvageon » redirige ici. Pour l’article homophone, voir Sauvajon.

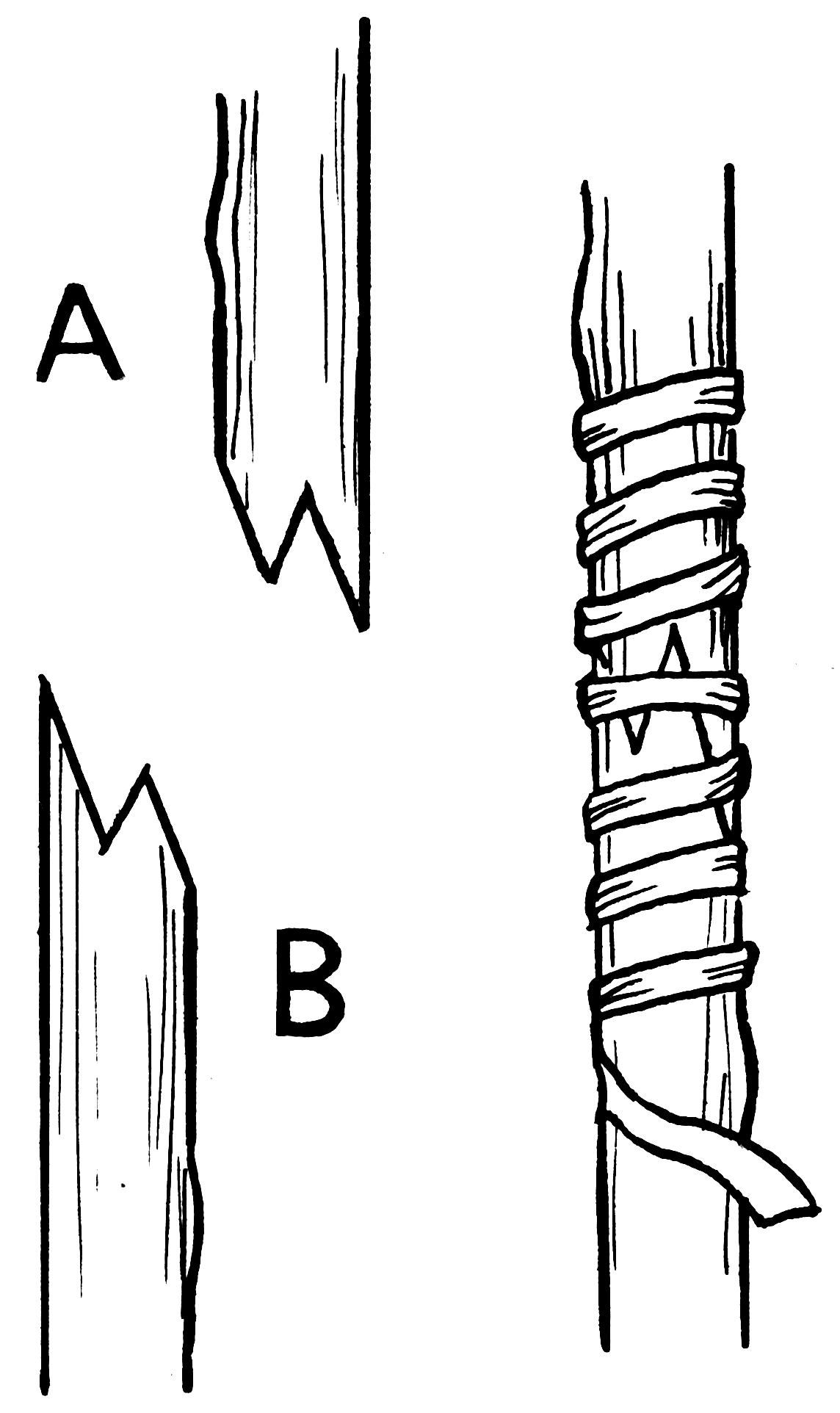
Le porte-greffe ou hypobiote (B) reçoit le greffon ou épibiote (A).

Un porte-greffe ou hypobiote, en agriculture, est une plante ligneuse ou herbacée décapitée pourvue d'un système racinaire sur laquelle on implante un greffon ou épibiote dans le but d'effectuer un greffage. Selon les cas, ce peut-être un clone, provenant de la multiplication végétative (bouturage, marcottage...) ou bien d’un semis qui peut-être issu d'un croisement spontané. Dans ce dernier cas, en arboriculture fruitière, on distingue les francs aux fruits sucrés des sauvageons aux fruits âpres.

## Sauvageon
Les sauvageons (espèces végétales faisant partie de la flore sauvage; n'ayant fait l'objet d'aucune sélection humaine) utilisés comme porte-greffes ont poussé spontanément dans la nature; ils sont prélevés ou laissés en place et greffés. Ces espèces peuvent aussi avoir été multipliées par l'homme de toutes les façons classiques.

## Franc
Plante issue de la graine (semis).

## Cultivar
Les cultivars utilisés comme porte-greffes sont généralement sélectionnés pour leurs qualités de vigueur, morphologie, adaptation au type de sol et au climat, résistance aux maladies… qu'ils vont transmettre au greffon.

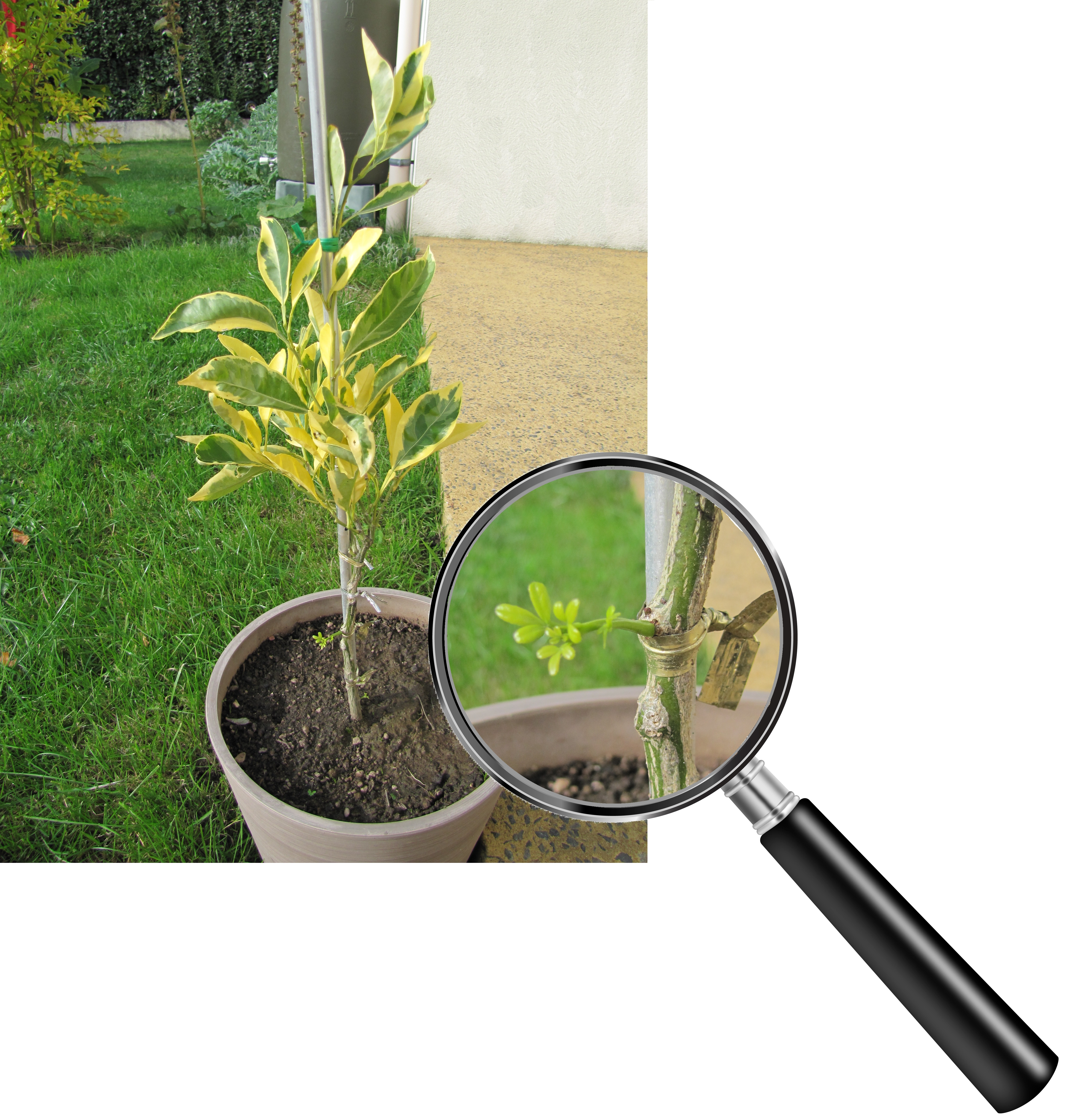
Bourgeons de porte-greffe, à éliminer.

Seul le bas (les racines) du porte-greffe doit être mis en terre. Le point de greffe ne doit pas être enterré au risque que le greffon se bouture dans le sol ce qui ferait perdre l'intérêt du greffage réalisé.
Le porte-greffe peut avoir tendance à faire ses propres branches, qu'il faut couper.

## Porte-greffes pour agrumes

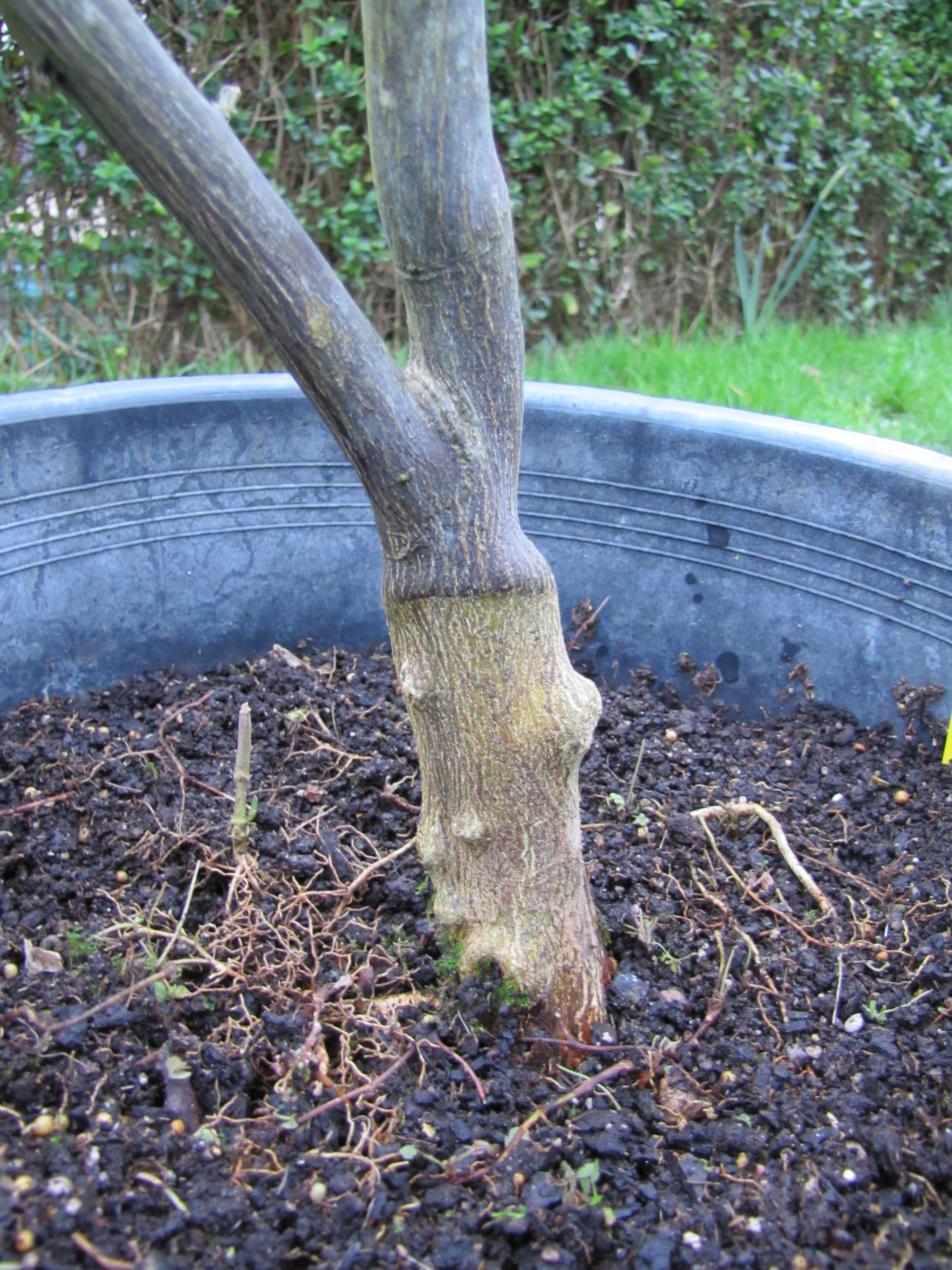
Poncirus en porte-greffe

La majorité des agrumes supporte bien les climats froids (voire des températures négatives pour certains, −20 °C) pour la partie aérienne, mais les racines sont souvent plus sensibles. On utilise donc une espèce rustique comme porte-greffe (notamment le Poncirus, Forner Alcaide 5 ou encore Citrumello 4475), ce qui permet à certains agrumes greffés sur cet arbuste de pousser là où ils ne le pourraient pas avec leurs propres racines.

## Porte-greffes pour légumes
Le greffage des légumes est une pratique ancienne. Elle a été pratiquée sur certaines cucurbitacées telles que la calebasse (Lagenaria siceraria) en Chine dès le Ier siècle av. J.-C..
Il s'est vraiment développé à partir de 1920 au Japon avec le greffage de la pastèque sur courge (Cucurbita). Il concerne essentiellement les légumes-fruits de la famille des solanacées et des cucurbitacées. Les pastèques sur courges, puis les aubergines, les melons, les concombres, et plus récemment les tomates et les piments.
Les plantes sont rendues plus vigoureuses et plus résistantes à de nombreuses maladies liées au sol.
Les porte-greffes sont souvent des espèces voisines ou des croisements.
La grande majorité des tomates, des concombres, etc., commercialisés aujourd'hui sont aussi produits en serres sur des plants greffés.
Deux nouvelles rubriques pour les porte-greffes ont été créées au Catalogue officiel des espèces et variétés pour les cucurbitacées et les solanacées.

## Porte-greffes pour pommiers
Les porte-greffes les plus utilisés pour la culture des pommiers ont été développés par la East Malling Research Station en Angleterre à partir de 1912. Ils sont connus sous le nom de Malling series et Malling-Merton series.

Dans le cas du jardin familial, des porte-greffe nanifiants permettent d'obtenir des arbres d'environ 2,50 m de haut, donc ne nécessitant pas l'usage d'une échelle.
Plus récemment, les arboriculteurs se sont mis à choisir leurs porte-greffes non pour adapter le verger à la nature du sol mais davantage pour mettre en œuvre des stratégies culturales où les hauteurs d'arbre et les densités de plantation sont savamment calculées. 
Dans les vergers de pommier, deux tendances se sont développées : 800 à 1000 pieds par hectare avec du MM106 et 1500 à 3000 pieds par hectare avec du M9.
Plusieurs stations de recherche ont depuis développé des programmes de sélection pour pommiers afin de proposer une vaste palette de porte-greffes adaptée aux variétés et aux conditions agronomiques : Liste des porte-greffes de pommiers.
En Asie, de nombreuses espèces de pommiers sauvages sont utilisées comme porte-greffe. C'est par exemple le cas de Malus hupehensis, Malus baccata, Malus toringo ou Malus transitoria.

## Porte-greffes pour poiriers
Pour greffer des poiriers, on peut utiliser les porte-greffes suivants :
- les semis de poiriers (Pyrus communis) qui donnent des porte-greffes de forte vigueur et souvent sensibles au feu bactérien. Le franc de poirier Kirchensaller et la série américaine de poiriers OHF (croisements des années 1930 de Old Home et de Farmingdale, résistants au feu bactérien mais difficilement bouturables) sont prometteurs mais encore peu répandus…

- les semis ou boutures de poiriers de Chine (Pyrus calleryana) utilisés comme porte-greffes pour les poiriers communs et les nashis (Pyrus pyrifolia). Certains cultivars sont résistants aux maladies (chancre, feu bactérien, etc.) mais leur usage est surtout développé en Chine et aux États-Unis.

- Cormier (Sorbus domestica), sorbier des oiseleurs et aubépine (Crataegus sp.) ont été très utilisés mais sont aujourd'hui d'usage plus anecdotique, réservés aux particuliers et souvent de faible longévité.

- les cognassiers, qui sont des alternatives de vigueur moyenne très utilisées en France (même si des incompatibilités avec les variétés Williams et Guyot, très cultivées commercialement, posent problème). Si le cognassier tolère des sols argileux, en sols calcaires, il présente une chlorose due au blocage du fer. Cela a amené les sélectionneurs à tenter de nouvelles obtentions d'individus résistants à la chlorose, notamment à partir du cultivar BA29[2].

En parallèle, des croisements de poiriers et des sélections de cognassiers sont toujours testés… Certaines études semblent montrer que certains semis de poirier 'Williams' présentent une vigueur réduite et de faibles symptômes de chlorose

## Porte-greffes pour prunus
Pour greffer différents types de prunus (cerisiers, pruniers, pêchers, abricotiers, amandiers), on peut utiliser plusieurs types de porte-greffes selon la vigueur mais surtout en fonction du type de sol.
- pour les cerisiers
  - merisiers pour les grandes formes,
  - cerisiers francs pour des formes plus petites que celles des merisiers,
  - Sainte-Lucie pour une petite taille et en terrain calcaire.

En revanche les autres types de prunus sont greffables entre eux, mais on choisira de préférence :
- pour les pruniers
  - pruniers francs (terre forte et fraîche),
  - pruniers myrobalan (tous types de sol).

- pour les pêchers
  - pruniers francs (terre forte et fraîche),
  - pruniers myrobalan (tous types de sol),
  - pêchers francs (pour terre franche et drainante, non calcaire),
  - amandier (sol très calcaire).

- pour les abricotiers
  - pruniers francs (terre forte et fraîche),
  - pruniers myrobalan (tous types de sol), avec quelques incompatibilités avec certaines espèces,
  - pêchers francs (pour terre franche et drainante, non calcaire),
  - abricotiers francs (pour sol drainant et calcaire).

- pour les amandiers
  - pruniers francs (terre forte et fraîche),
  - pruniers myrobalan (tous types de sol),
  - pêchers francs (pour terre franche et drainante, non calcaire),
  - amandier (sol très calcaire).

Il est à noter que tous ces types de prunus cités précédemment (prunier, pêcher, abricotier, amandier) peuvent aussi se greffer sur du prunellier, mais donnent alors des arbres un peu moins productifs, avec des fruits moins calibrés.

## Porte-greffes pour rosiers
L’utilisation de porte-greffes pour les rosiers est une pratique répandue dans de très nombreux pays avec des spécificités locales très différentes. 
Ils peuvent être produits soit par boutures, soit par semis. 
Les porte-greffes utilisés pour les rosiers sont souvent des églantiers (rosa canina) qui supportent bien les sols calcaires. Leur enracinement est cependant difficile et ont tendance à drageonner.

## Porte-greffes pour la vigne
La vigne est greffée, à cause d'un insecte radicicole, le phylloxéra. Il attaque les racines de la vigne et les détruit. Seules les vignes américaines, issues du continent d'origine du ravageur, le tolèrent. Leurs espèces ont été utilisées pour servir de porte-greffe.
Seuls les sols sableux et inondables, lieux où le phylloxéra ne peut survivre, peuvent porter des vignes franches de pied (sans greffage).